# Sant Aventí de Bonansa
L'ermita de Sant Aventí es troba al tuc de Sant Aventí, al nord-est del poble de Bonansa. S'hi accedeix a peu. És una petita construcció de nau única, acabada amb un absis. La porta, originalment al mur sud, es va traslladar al mur oest. L'església és del segle xi. L'altar, en forma de "T" és l'original del temple.